# Estoublon
Estoublon è un comune francese di 464 abitanti situato nel dipartimento delle Alpi dell'Alta Provenza della regione della Provenza-Alpi-Costa Azzurra.

## Geografia
Il comune di Estoublon si trova sulle rive dell'Estoublaïsse, vicino alla confluenza di quest'ultimo con il fiume Asse (a sua volta affluente della Durance e a un'altezza di 513 m.
I comuni limitrofi di Estoublon sono Mézel, Beynes, Majastres, Saint-Jurs, Bras-d'Asse et Saint-Jeannet.

### Rilievi montuosi
Il comune si trova nel massiccio del Montdenier.

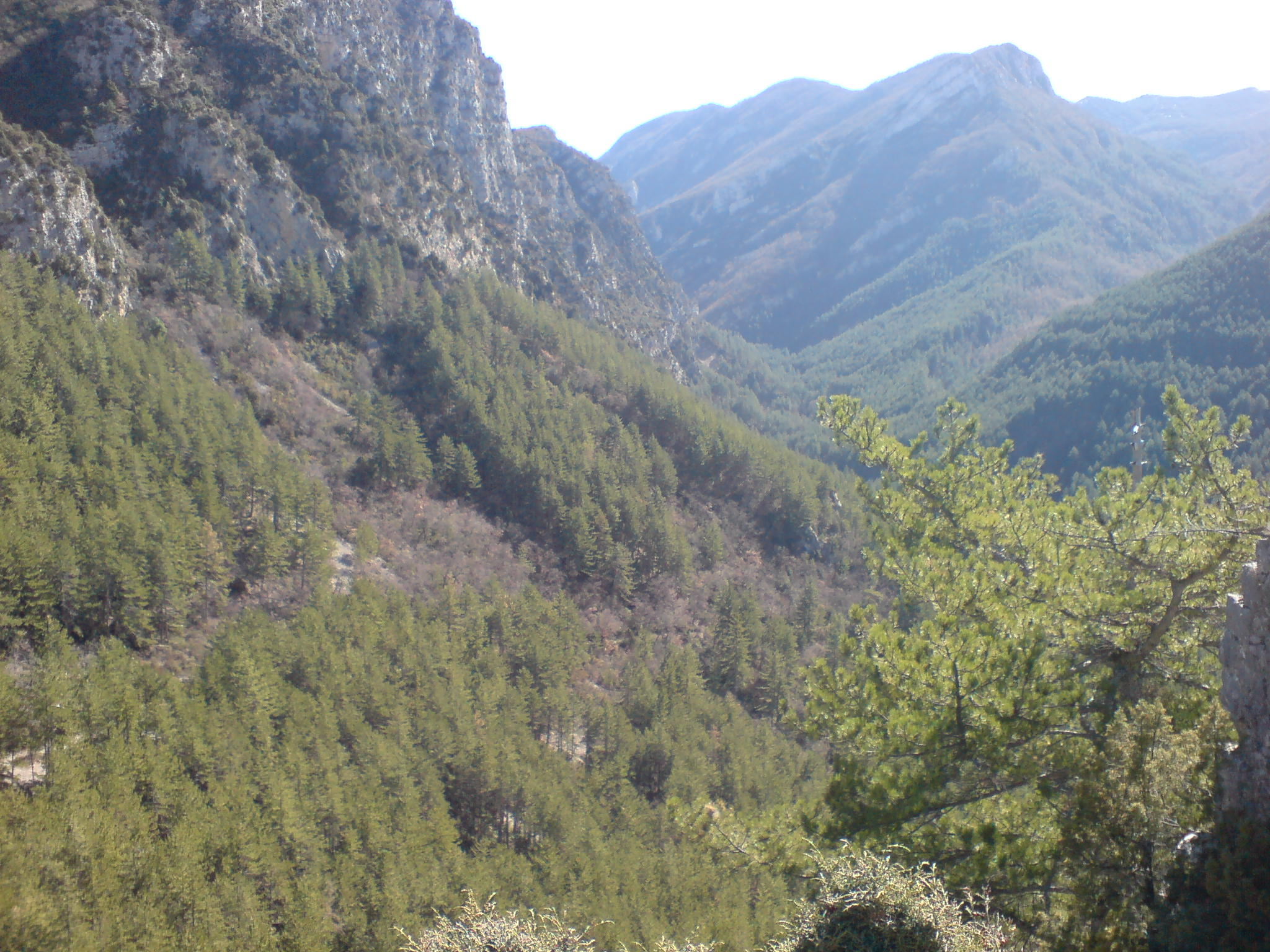
Veduta dello sbocco delle gole di Trévans

### Idrografia
La commune di Estoublon è attraversato dall'Asse e dal suo affluente l'Estoublaisse.

### Ambiente
Il comune conta 552 ha di boschi e foreste, cioè il 16 % della sua superficie.

### Vie di comunicazione e trasporti

#### Trasporti su strada
Il comune si trova lungo la strada dipartimentale RD 907 (antica strada nazionale 207), tra Manosque e Châteauredon.
L'Estoublaïsse è attraversato da un ponte in pietra che fa parte della strada dipartimentale RD 907, all'altezza del paese da una passerella sospesa in legno e cavi di acciaio, inaugurata nel 2014 e da vari guadi.

### Frazioni
Il comune ha, oltre al centro vero e proprio, due frazioni: 
- Trévans
- Bellegarde

## Società

### Evoluzione demografica
Abitanti censiti